# Opičí král
Toto heslo pojednává o čínském televizním seriálu. Původnímu románu je věnováno heslo Putování na západ, hlavní postavě románu pak heslo Sun Wu-kchung.
Opičí král (v čínském originále 西遊記, zjednodušeně 西游记, pinyin Xī Yóu Jì, českým přepisem Si-jou-ťi) je čínský televizní seriál z let 1982 a 1999. Jeho námětem se stal stejnojmenný populární čínský román spisovatele Wu Čcheng-ena. První série sestávala z 25 dílů, do nichž autoři vybrali nejznámější epizody z románu. Pro velký úspěch byla později natočena druhá série se 16 díly, které formou retrospektivy zahrnuly další příhody románových poutníků.
Seriál vypráví příhody opičáka Sun Wu-kchunga, který se nejdříve pro své mimořádné schopnosti stane králem opic. Při svých toulkách světem se naučí bojová umění a dosáhne nesmrtelnosti. Rozverný opičák se dostane až do Nefritového nebe, kde se vzbouří proti tamním hodnostářům a nadělá jim spoustu potíží. Vládcové nebes si s ním nevědí rady a požádají o pomoc Nejvyššího Buddhu. Ten jej za trest uvězní pod horu Pěti prvků, kde zůstane zaklíněn pět set let. Po této době určí bohové Sunovi jako pokání, že bude doprovázet mnicha Tripitaku na cestě pro posvátné svitky súter do Indie a chránit ho. Bohyně Milosti pomůže Tripitakovi Suna osvobodit ze zakletí. Později se k družině přidá ještě Čuník Ču Pa-ťie a Písečný mnich Ša-seng. Tripitaku na svém hřbetě nese dračí princ, proměněn v bílého koně. Čtveřice putuje krajem a cestu jim zkříží mnoho démonů a zlých bytostí. Opičí král ale vždy Tripitaku zachrání a nakonec jej dovede až do Západního ráje.
Seriál se stal velmi populárním, a to nejen v Číně. Vystupuje v něm mnoho postav z čínské mytologie a náboženství, například Buddha. Obsahuje řadu trikových sekvencí bojových umění, k vidění jsou pestré kostýmy a masky. Československá televize zařadila první sérii do vysílání poprvé v roce 1991, repríza proběhla v létě roku 1993. Od té doby se seriál na českých obrazovkách neobjevil. Český dabing vznikl v brněnském televizním studiu podle překladu Zdenky Heřmanové.

## Seznam dílů
| Číslo epizody | Český název                           | Originální název | Délka   | Dle knižní kapitoly |
| ------------- | ------------------------------------- | ---------------- | ------- | ------------------- |
| 1.            | Opičí král jde do světa               | 猴王初問世       | 0:42:45 | 1-2                 |
| 2.            | Opičí král nebeským podkoním          | 官封弼馬溫       | 0:47:10 | 2-4                 |
| 3.            | Řádění v nebi                         | 大聖鬧天宮       | 1:00:00 | 4-7                 |
| 4.            | Zakletí pod horou Pěti prvků          | 困囚五行山       | 0:47:20 | 7-9,12-13           |
| 5.            | Opičí král Tripitakovým učedníkem     | 猴王保唐僧       | 0:54:00 | 13-15               |
| 6.            | Pohroma v klášteře                    | 禍起觀音院       | 0:45:25 | 16-17               |
| 7.            | Do Tripitakovy družiny přichází Čuník | 計收豬八戒       | 0:53:30 | 18-19               |
| 8.            | Překonání tří překážek                | 坎途逢三難       | 0:52:45 | 20-23               |
| 9.            | Krádež bobulek nesmrtelnosti          | 偷吃人蔘果       | 0:53:55 | 24-26               |
| 10.           | Tři šarvátky s Bílou paní             | 三打白骨精       | 0:51:25 | 27                  |
| 11.           | Příběh princezny a démona             | 智激美猴王       | 0:55:15 | 28-31               |
| 12.           | Krádež ve sluji Lotosových květů      | 奪寶蓮花洞       | 0:53:50 | 32-35               |
| 13.           | Démon v zemi Černých kohoutů          | 除妖烏雞國       | 1:01:20 | 36-39               |
| 14.           | Boje s Ohniváčkem                     | 大戰紅孩兒       | 0:44:45 | 40-42               |
| 15.           | Utkání s třemi čaroději               | 鬥法降三怪       | 1:04:30 | 44-46               |
| 16.           | V království žen                      | 趣經女兒國       | 1:03:20 | 53-55               |
| 17.           | Cesta přes Ohňovou horu               | 三調芭蕉扇       | 0:53:40 | 59-61               |
| 18.           | Boj s Devítihlavým drakem             | 掃塔辨奇冤       | 0:58:50 | 62-63               |
| 19.           | Ve falešném klášteře Hromového hlasu  | 誤入小雷音       | 0:59:35 | 64-66               |
| 20.           | Opičí král lékařem                    | 孫猴巧行醫       | 0:58:00 | 68-71               |
| 21.           | Sedm pavoučic                         | 錯墜盤絲洞       | 1:00:35 | 72-73               |
| 22.           | V Bezedné sluji                       | 四探無底洞       | 1:06:00 | 80-83               |
| 23.           | U pošetilého krále                    | 傳藝玉華州       | 1:01:45 | 84-85,88-90         |
| 24.           | Zkrocení Nefritového zajíce           | 天竺收玉兔       | 0:49:20 | 93-95               |
| 25.           | V Západním ráji                       | 波生極樂天       | 0:54:30 | 98-100              |